# Epidendrum campylostele
Epidendrum campylostele là một loài thực vật có hoa trong họ Lan. Loài này được Hágsater & R.Vásquez mô tả khoa học đầu tiên năm 2004.